# Шумен
Шумен  — 10-те за розміром місто Болгарії, розташоване на північному сході країни. Адміністративний центр Шуменської громади (общини) та Шуменської області.

## Географія

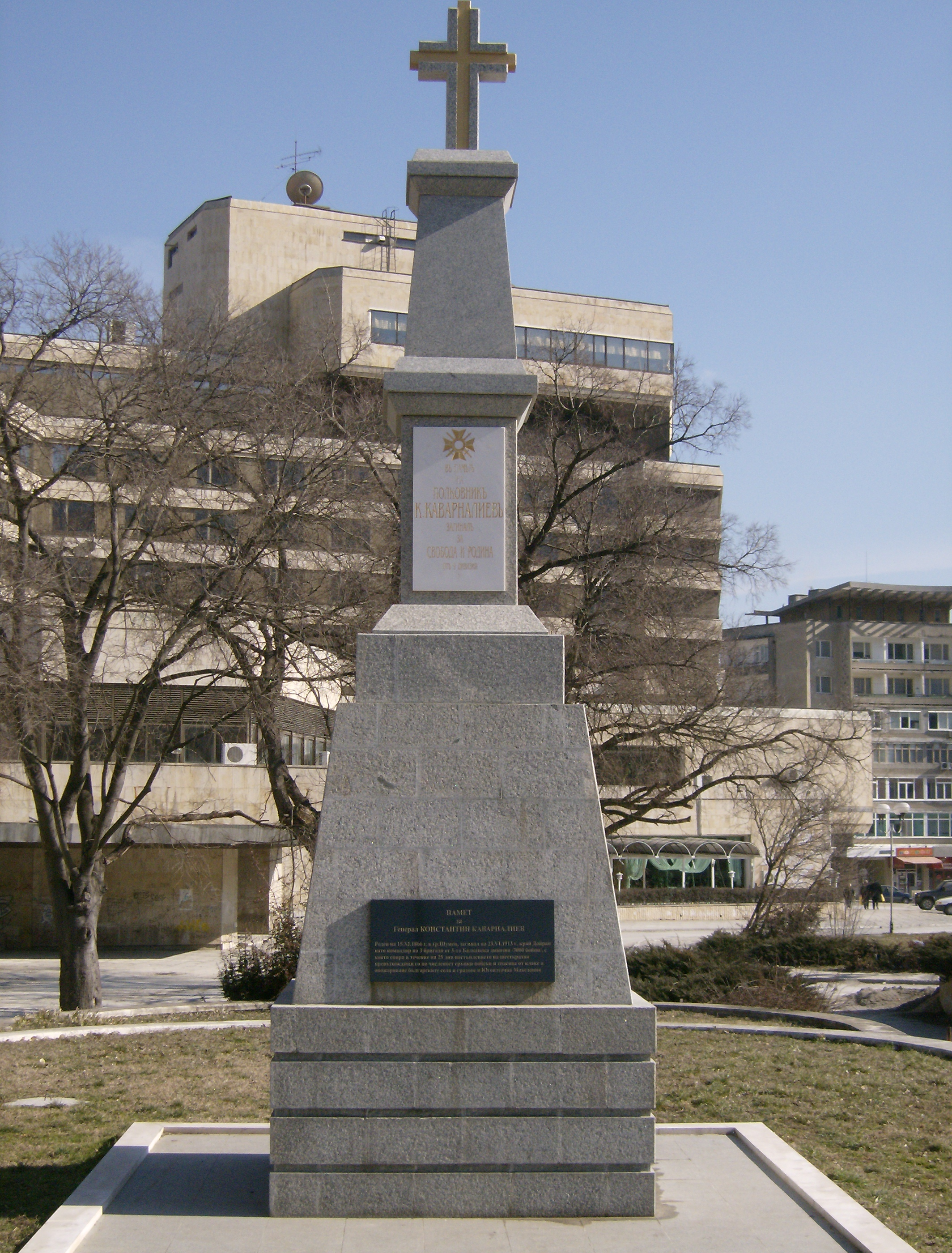
Шумен. Пам'ятник Генералу Каварналієву

Місто розташоване біля підніжжя Шуменського плато, що має надзвичайно розмаїту природу. Через Шумен протікає невеличка річка Поройна.
Місто розташоване біля підніжжя Шуменського плато, західні частини міста лежать на висоті 280—300 м над рівнем моря, а східні — на 180—200 м. Плато має надзвичайно розмаїту природу. Через Шумен протікає невеличка річка Поройна. У 3 км на захід від сучасного міста, на плато знаходиться ділянка «Гісарлака» (або «Старе місто»), оточене крутими схилами, де потоки Поройни течуть цілий рік. У Шумені існує кілька житлових комплексів -Херсонський, Добруджа, Фракія (житловий комплекс Шумен), Боян Булгаранов (район), Промислова зона (Шуменський район), Гривиця, Еверест, Дивдядово, Макак (район Шумен), Мутніца (околиці).

## Клімат
У місті помірно-континентальний клімат. Взимку із північного сходу холодні континентальні повітряні маси вільно вторгаються у місто. Взимку відносно холодно, середня температура січня -0,5 °C, а влітку — спекотно із середньою температурою 22 °C. Середньорічна кількість днів зі снігом складає від 35 до 40. Найнижча температура в місті вимірюється у січні (-27,4 °C), а найвища в серпні (+45 °C). Кількість опадів у місті становить близько 600 мм на рік і близька до середнього по країні. Більшість опадів зазвичай випадають у травні-червні, принаймні у вересні. Близькість Чорного моря майже не впливає на клімат міста.
| Клімат                  | Клімат | Клімат | Клімат | Клімат | Клімат | Клімат | Клімат | Клімат | Клімат | Клімат | Клімат | Клімат | Клімат |
| Показник                | Січ.   | Лют.   | Бер.   | Квіт.  | Трав.  | Черв.  | Лип.   | Серп.  | Вер.   | Жовт.  | Лист.  | Груд.  | Рік    |
| Середній максимум, °C   | 4,3    | 6,5    | 11,3   | 17,8   | 23,2   | 26,5   | 29,5   | 30,1   | 25,1   | 18,8   | 12,0   | 5,8    | 17,6   |
| Середня температура, °C | 0,7    | 2,6    | 6,9    | 12,5   | 17,2   | 20,6   | 23,3   | 23,7   | 19,1   | 13,5   | 7,9    | 2,4    | 12,5   |
| Середній мінімум, °C    | −2,9   | −1,3   | 2,6    | 7,1    | 11,2   | 14,7   | 17,1   | 17,2   | 13,0   | 8,1    | 3,9    | −1,1   | 7,2    |
| ----------------------- | ------ | ------ | ------ | ------ | ------ | ------ | ------ | ------ | ------ | ------ | ------ | ------ | ------ |
| Джерело: Weatherbase    |        |        |        |        |        |        |        |        |        |        |        |        |        |

## Історія

### Античність

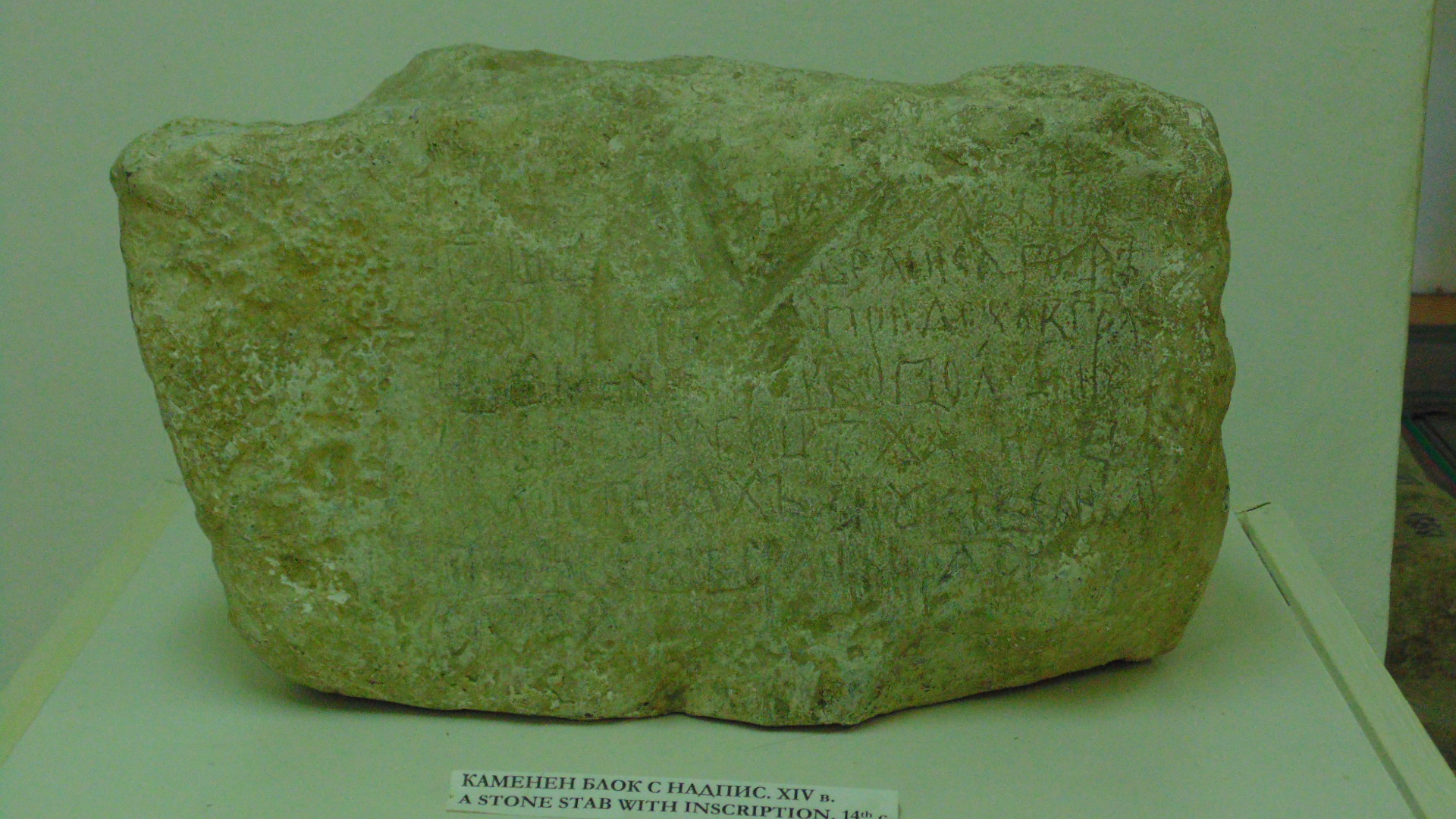
Надпис на кирилиці

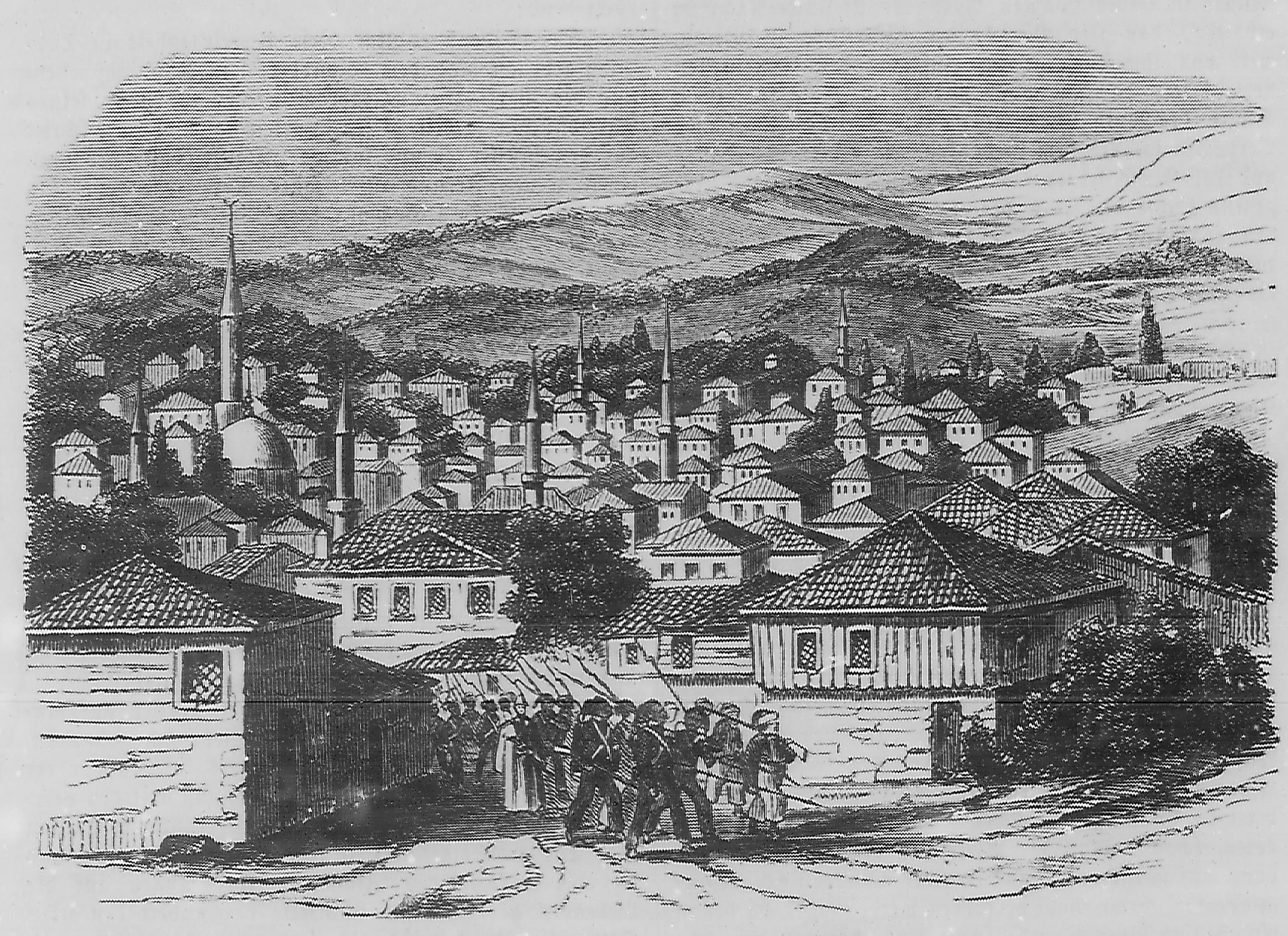
Шумен.1853 р.

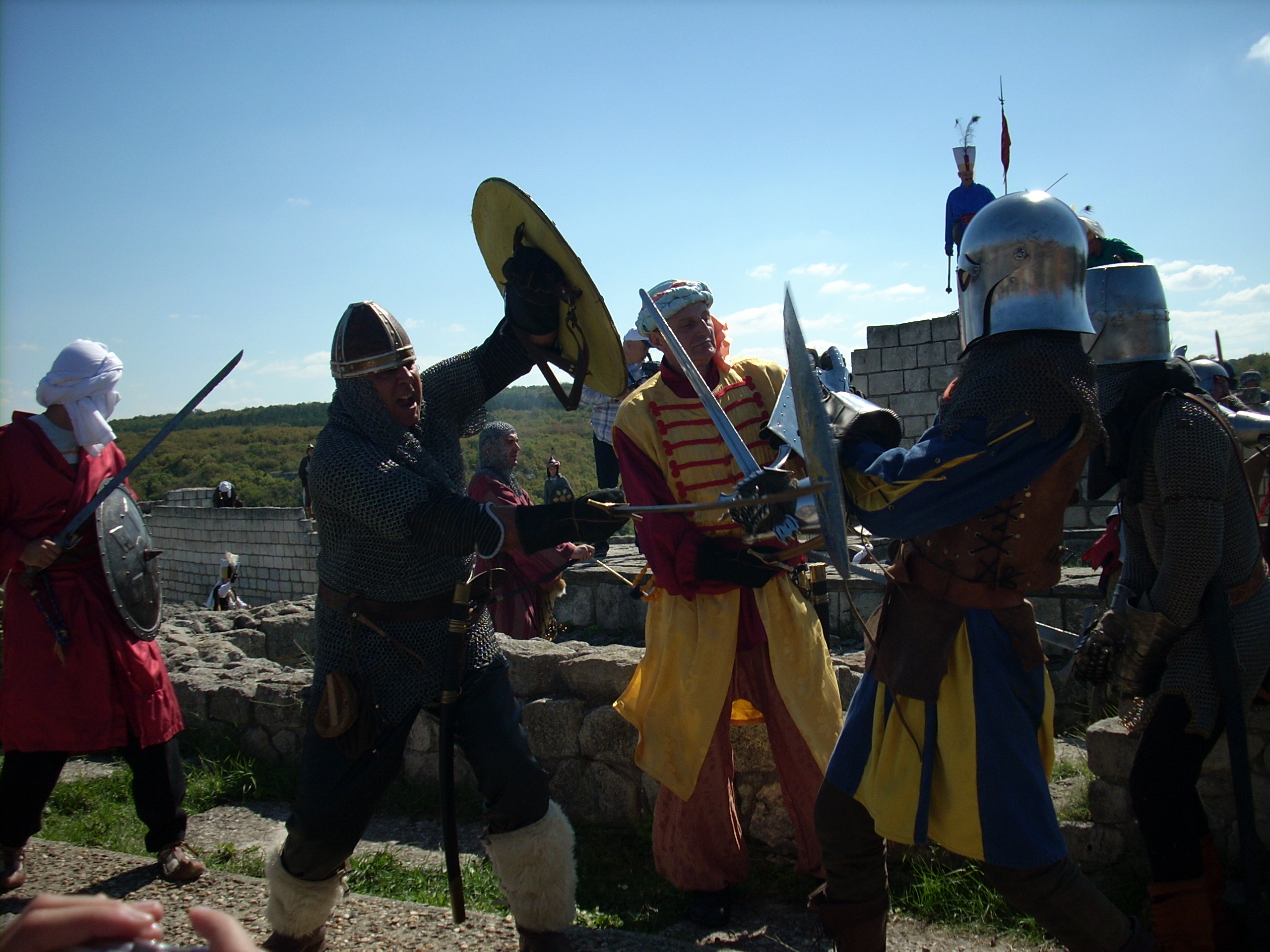
Сцена битви за Шумен Варненського хрестоносного походу

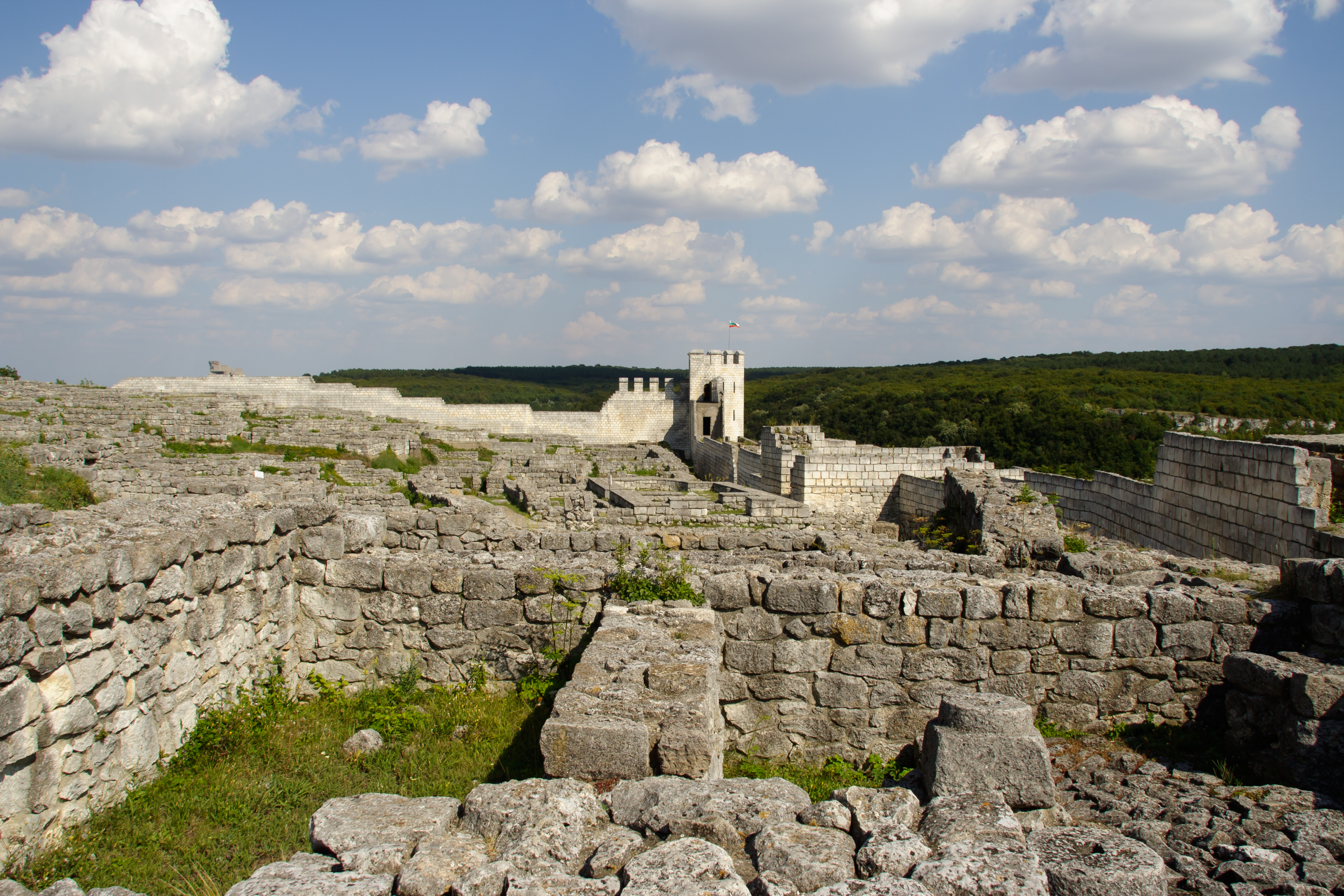
Шуменська фортеця

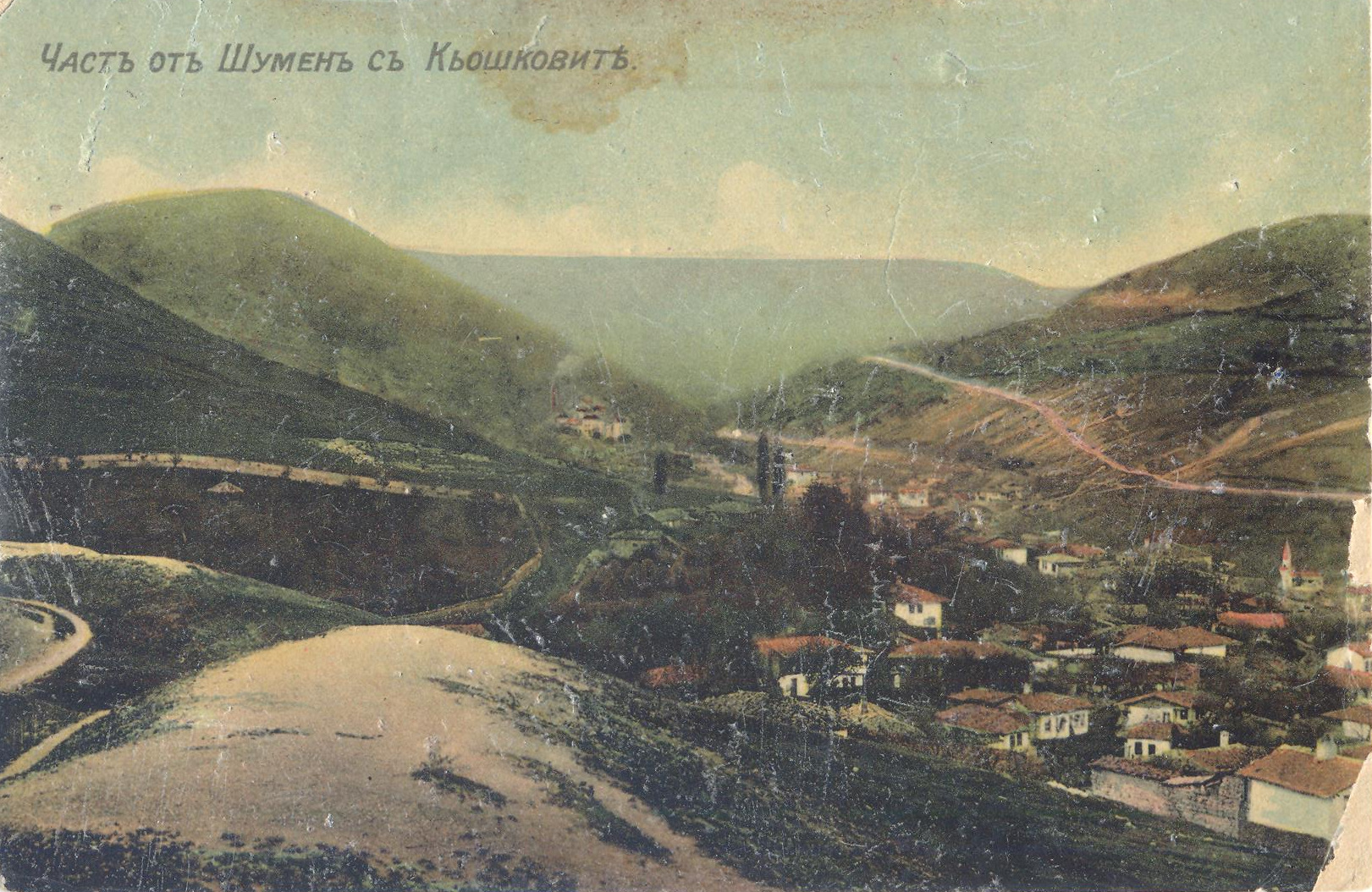
Шумен 1912 р.

Розкопки Рафаїла Попова виявили курган «Коджадермен», насипаний в середньому і пізньому енеоліті в 1907 році. Він має діаметр 60 м і висоту 5 м, розташований в 6 км на північ від міста, ліворуч від дороги E772 (Шумен — Тарговиште).
Є дані про перший форт ранньої залізної доби, XIII століття до нашої ери. Він мав товщину стін близько 2 метрів, виготовлених з необроблених каменів. У 5 ст до н. е. перед першою була побудована друга стіна. У 2 столітті н. е. римляни побудували на руїнах фракійської фортеці військовий замок. Будівництво стіни вже було із застосуванням розчину; збудована башта над воротами; на злегка укріплених ділянках стіни була побудована ще одна квадратна вежа на заході і півкругла на півдні. У 4—5 вв. вся гірка укріплена новою стіною, на ній збудовано 9 веж, на півдні і заході старі і нові стіни знаходяться на відстані кількох метрів. З цього періоду відомі залишки двох церков — однонефова базиліка 4-го століття і тринефна базиліка кінця 5-го або початку 6-го століття.

### Середньовіччя
Археологічні розкопки, проведені в 1957, 1961 та 1987 роках, встановлюють хронологічні періоди, спосіб життя та життєдіяльність мешканців твердині, відомі середньовічні записи, знайдені тут біля міста Шумен. У 8—10 вв. фортеця була відремонтована, використовувались основи візантійської стіни і башти, на яких з північно-північно-східного заходу була побудована нова стіна з двома вежами — невелика, але абсолютно захищена територія. Мало відомим навіть видатним археологам є той факт, що у 600 метрах на захід від середньовічного міста існувало, хоча і на короткий період (VII—VIII століття), болгарське укріплення прямокутної форми, орієнтоване у напрямку світу на площі близько 20 соток.
Староболгарська фортеця з 7-го по 10-е століття переростає в феодальне місто з замком з сусідніми внутрішніми і зовнішніми укріпленнями, які можливо налічували 28 веж і бастіонів, троє ворот і 5 невеликих портиків з безліччю церков і майстерень (12-14 століття). Вперше Шумен згадується як Симеоніс (Simeonis) в 1153 році андалусько-сицилійським мандрівником Ідрісі, який описує його як велике місто з великим ринком. На думку Костянтина Іречека і Георгія Джумалієва, походження назви Сімеоніс — від імені царя Симеона. У ХІІ — ХІІІ ст. Шумен був значним військовим, адміністративним і економічним центром, потісняючи навіть стару столицю Великий Преслав, що розвивалася поза фортецею. Місто потрапило під турецьке панування після тривалої облоги 1388 року, остаточно перестав існувати після походу Владислава III Ягела (Варненчика) у 1444 році.
У середньовічному місті Шумені основною релігією було православ'я, про що свідчать сім церков, знайдених в обрисах фортечних стін, пам'ятні монети із зображенням хреста, ангела і численні одиничні знахідки православних хрестів, а також зображення на кільцях та інших побутових предметах, знайдених у могилах і житлових приміщеннях.

### В Османскій імперії. Відродження
Після болгарського середньовіччя османська влада використовувала руїни міста для будівництва низки кам'яних лазень та мечетей. Зберігся критий ринок Безистен (1529), Годинникова башта, найбільша мечеть на Балканах — мечеть Томбул (1774). Місто згадується з різними назвами, як Шумена, Шумна, Шумуляр, Сумум, Шумен в останні століття. На думку Костянтина Іречека, під час османського завоювання в Шумені налічувалось 800 будинків, а в 17 столітті до 4000-5000.
У 17-18 столітті влада перетворила Шумен на потужну фортецю з великим військовим гарнізоном, а саме місто різко змінило етнічний склад, де з'явилися значні громади турків, вірменів і кримських татар. У 19 столітті Шумен стає багатим містом, де зосереджені великі ремісничі цехи. Турецька влада не преслідувала християнську болгарську громаду, яка мала поважну частку у міському бізнесі, зокрема й військовому. 11 травня 1813 саме в Шумені відбулися перше публічне свято просвітителів Кирила та Методія — вчителів усіх слов'ян. У 1850-тих тут же відбулася перша театральна вистава болгарською мовою, а також створено перший болгарський симфонічний оркестр.
У Шумені успішно розвивалося болгарське шкільництво: 1828 засновано перше парафіяльне училище для дівчат, а 1856 — Перше дівоче училище і бібліотека.
Російська окупація болгарських територій Османської імперії 1878 року фатально позначилася на житті міста: втрачено усі ринки на Балканах та Малій Азії, насамперед військові замовлення; відбулася масова евакуація кваліфікованих ремісників та профільних військових підприємств; навала дешевих західних товарів підірвала цивільну промисловість Шумена, що призвело до знелюднення міста і округи. Лише на початку ХХ століття Шумен почав відроджуватися як місто, проте попередньої потуги він вже ніколи не досягав.

### Після Визволення
Катаклізми Балканських воєн та Першої світової війни привели до Шумена багато біженців, зокрема родини з Біломорської Болгарії.
У міжвоєнний час у місті активно розвивалися приватні ремесла, шевські цехи. Один із них належав батькові відомого кіноактора Тодора Колева, майно якого пограбував сталіністський режим Валко Червенкова. 1950 року місто перейменували на Коларовґрад — на честь комуніста Васила Коларова, 1965 місту повернули історичну назву.
1951 до Шумена перебазували Софіське військове училище радіозв'язку — з огляду на відносну близькість столиці Болгарії до кордону з Югославією та Грецією.

## Сучасність

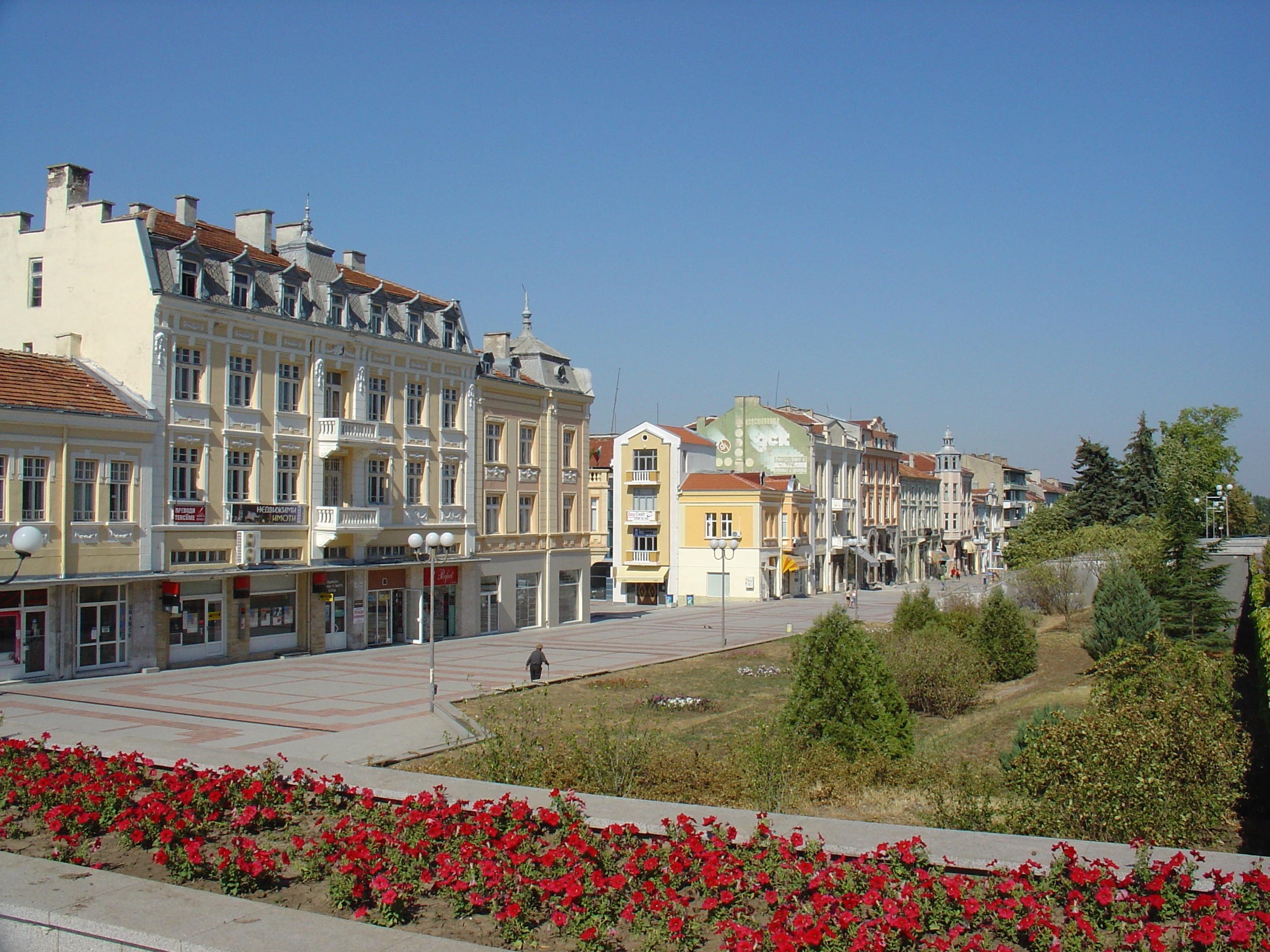
Середмістя Шумена — 2007 р.

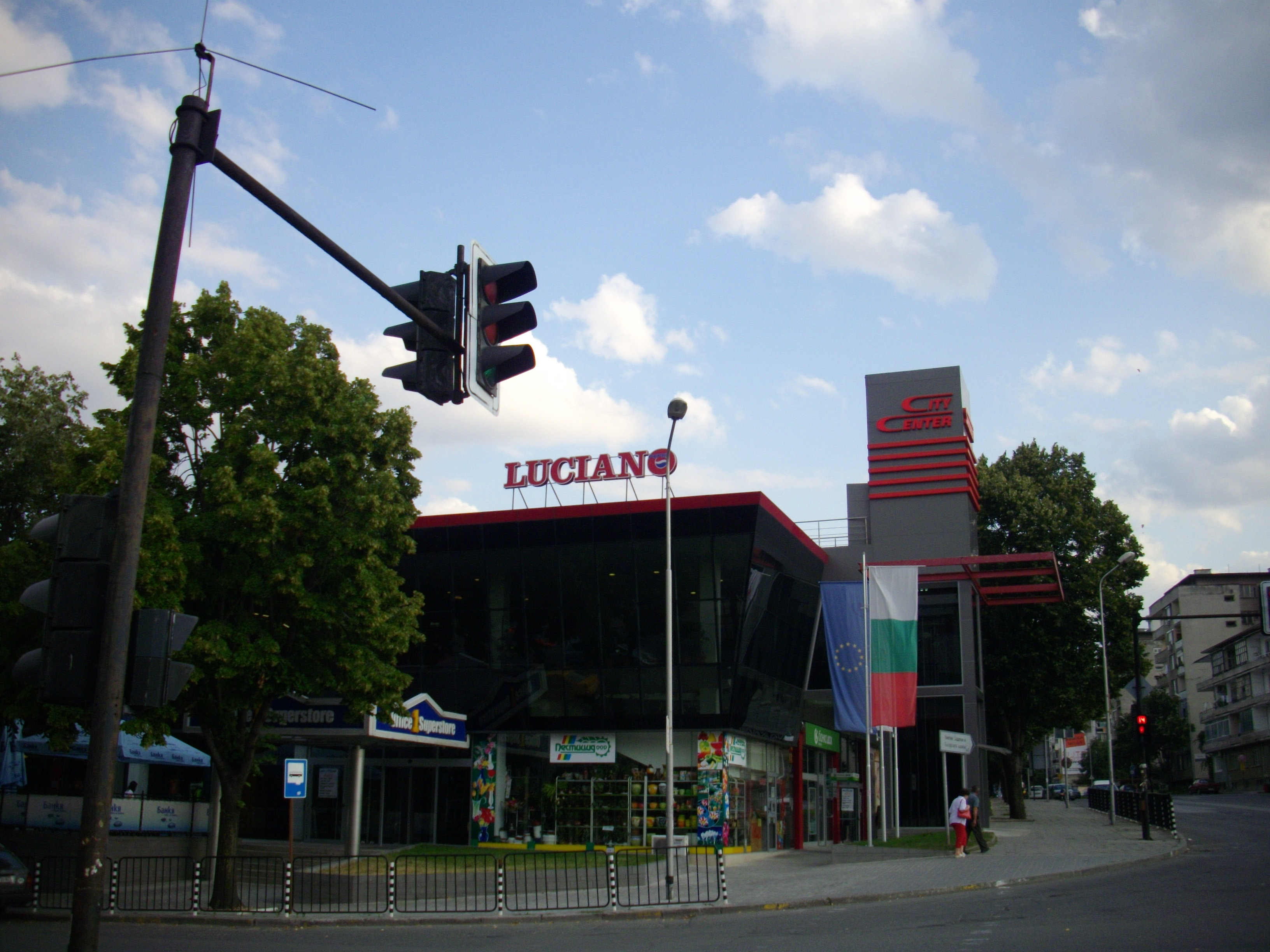
Сіті центр

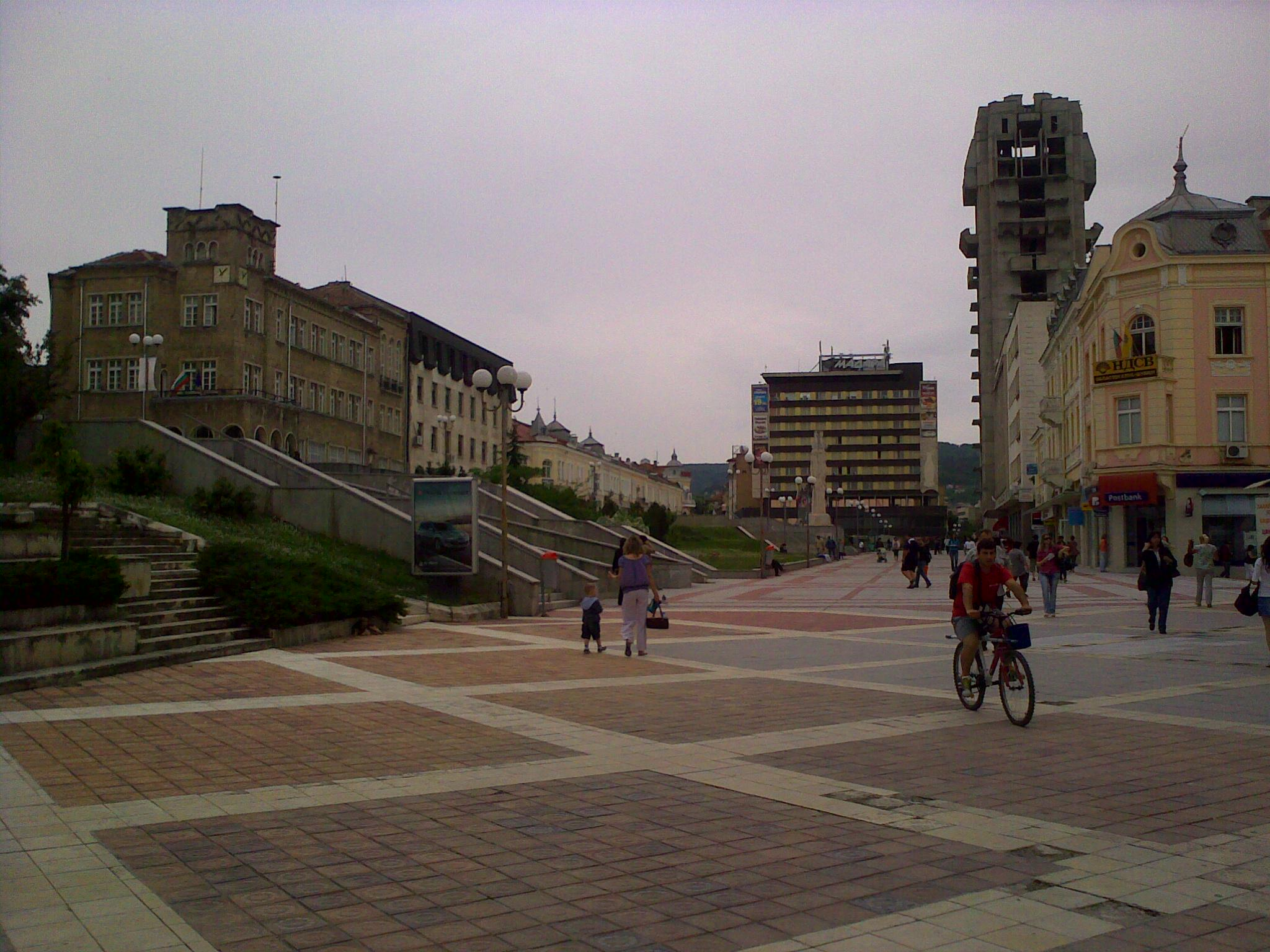
Середмістя Шумена — 2010 р.

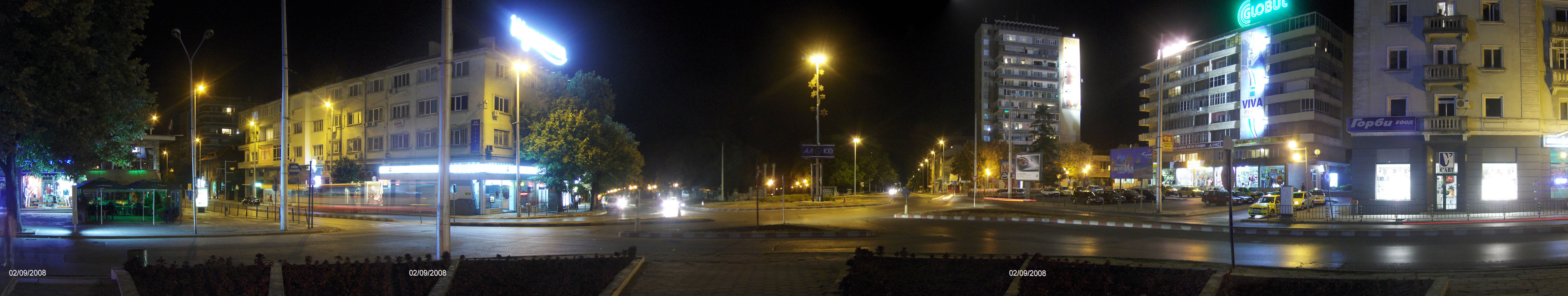
Панорамний вигляд вулиці Шумена

Шумен — центр області. Працює великий пивний завод, завод з виробництва цементу. Відреставровані та відновлені знакові ресторани міста з частинами готелю «Кьошковете» та «Скло». У сучасному стилі побудовано ряд нових ресторанів і готелів. Після вступу Болгарії до Європейського Союзу головні бульвари, вулиці та дороги асфальтовані. Відремонтовано та модернізовано пішохідну зону від центру через міський сад до залізничного вокзалу.
З 2011 міським головою Шумена став соціаліст Красимір Колев, дружина якого — українка з Тернополя. В місті існує неорганізована українська діаспора.
Громада катедральної церкви Святих Іоанна Золотоустого, Григорія Богослова та Василія Великого з 2006 року регулярно виїжджає на прощу до України. З 2010 Шумен є осідком єпископа БПЦ.

## Населення
У 1880 році Шумен з 22 900 жителями був третім за величиною містом в князівстві після Русе (26 163) і Варни (24 600) і перед новообраною столицею Софією (20 501).
Сучасне місто налічує близько 78 тисяч жителів.

### Етнічний склад
|                | Чисельність | %      |
| Загальна       | 80 855      | 100.00 |
| Болгари        | 61 584      | 76.16  |
| Турки          | 10 029      | 12.40  |
| Цигани         | 2165        | 2.67   |
| Інші           | 600         | 0.74   |
| Не визначились | 552         | 0.68   |
| Не відповідали | 5925        | 7.32   |

## Релігія

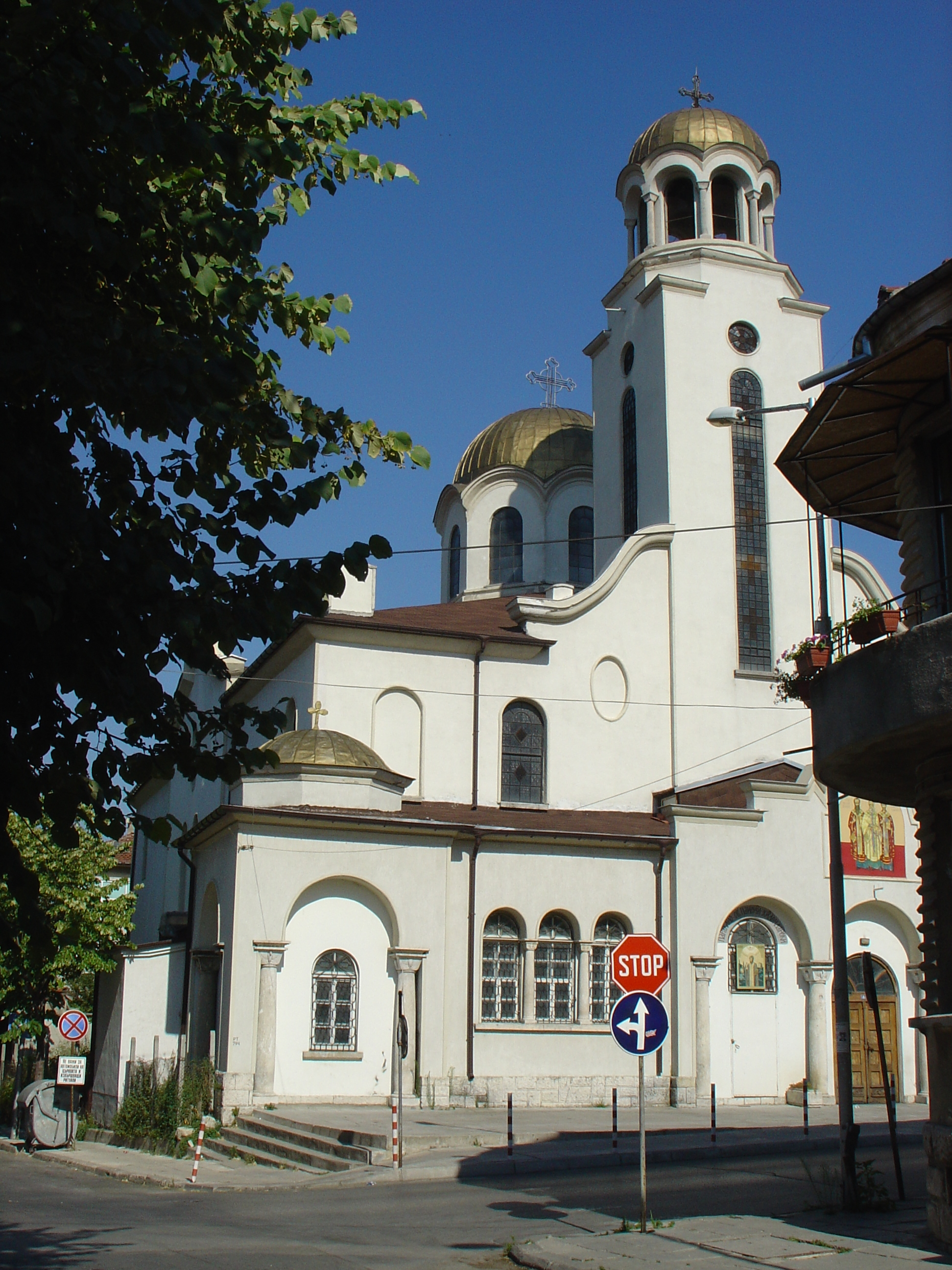
Православна церква «Св. Три Святителі»

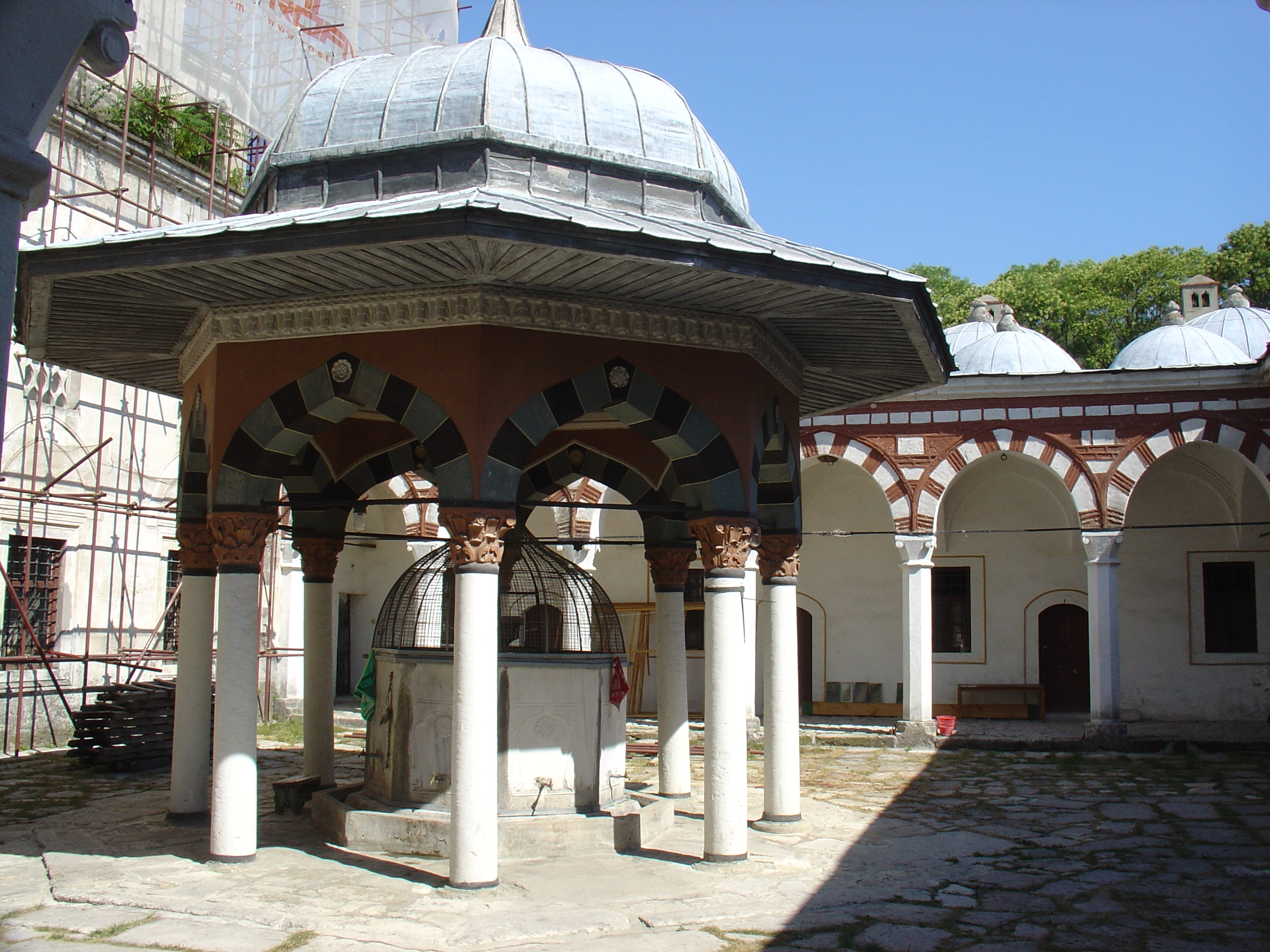
Томбул джамія

Більшість населення Шумена є християнами, а другою за величиною релігійною спільнотою є мусульмани. Більшість християн сповідують православ'я; інші християнські спільноти — методисти, п'ятидесятники, адвентисти та інші.
- Православні храми:[18]
 — Святі Три Святителі (1859) — у центрі. — Святого Вознесення Господнього (1827) — між Економічною гимназією и «Оборищем»[19]
- Інші християнські храми:

 — Євангелська Методистська Єпископальна Церква — біля хотела «Шумен»
 — Євангелська П'ятидесятна Церква (ЄПЦ)
 — ЄПЦ «Життя Через Христа».
 — Вірменська апостольна церква (1834) — на «Гривиці»

- Мусульманський храм — Томбульська мечеть (1744), найбільша в Болгарії і друга на Балканському півострові після мечеті в Едірне. Комплекс мечеті складається з головної будівлі (молитовний зал), внутрішнього дворика і дванадцяти кімнат (гуртожиток). Вона включена до списку 100 національних туристичних об'єктів № 95.[22]
- Церковни адміністративні будівлі: Архієрейське Намісництво, Районне Муфтійство.

## Місцева влада
Мер м. Шумен — Любомир Христов (1954 р.) член партії ГЕРБ, колишній директор обласного управління поліції, народний депутат. 1 листопада 2015 року у другому турі місцевих виборів він був обраний мером Шуменської міської ради на перший термін з 63,96 % голосів виборців. Присягає перед міською радою 9 листопада 2015 року.

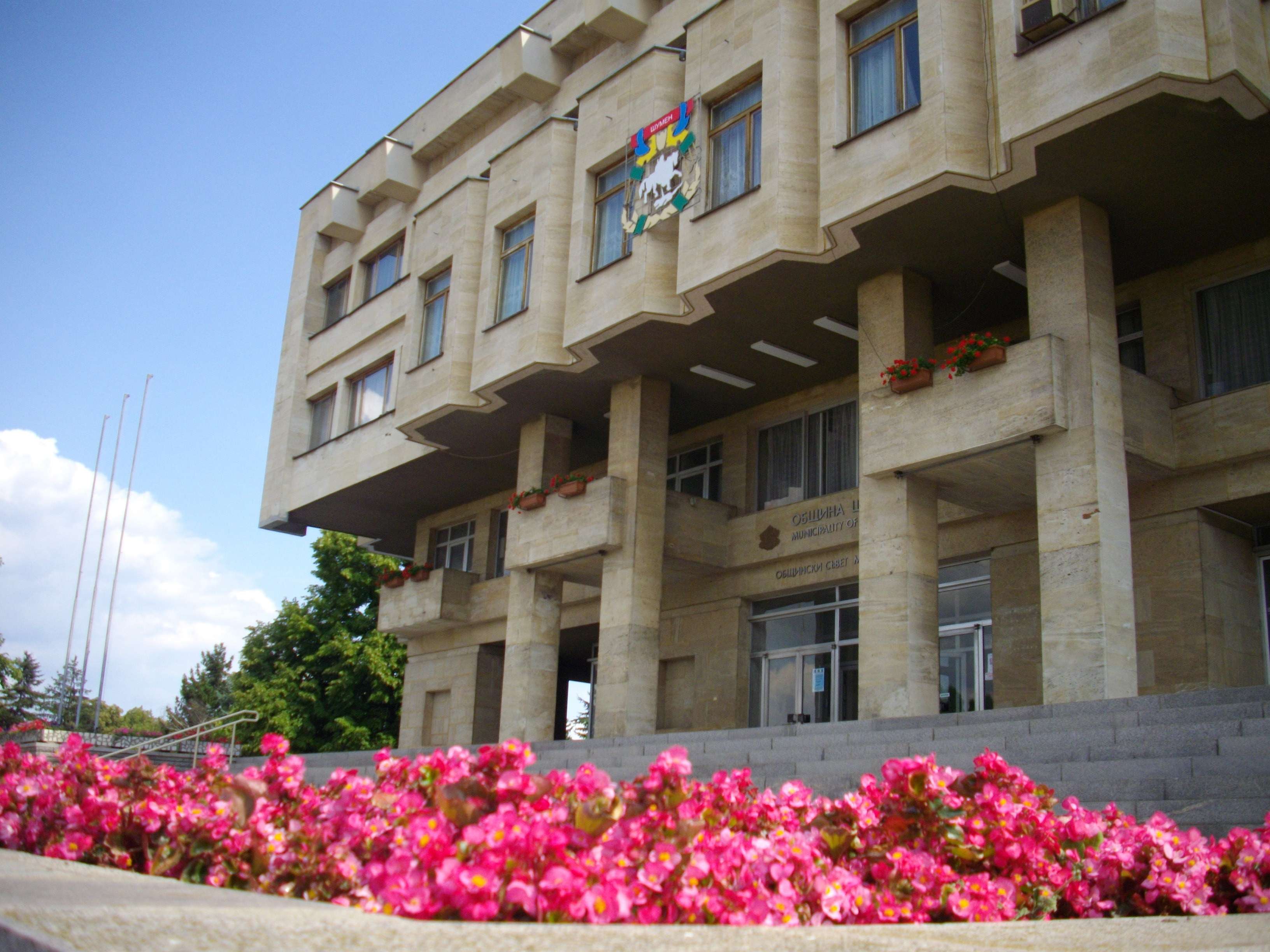
Громада Шумен

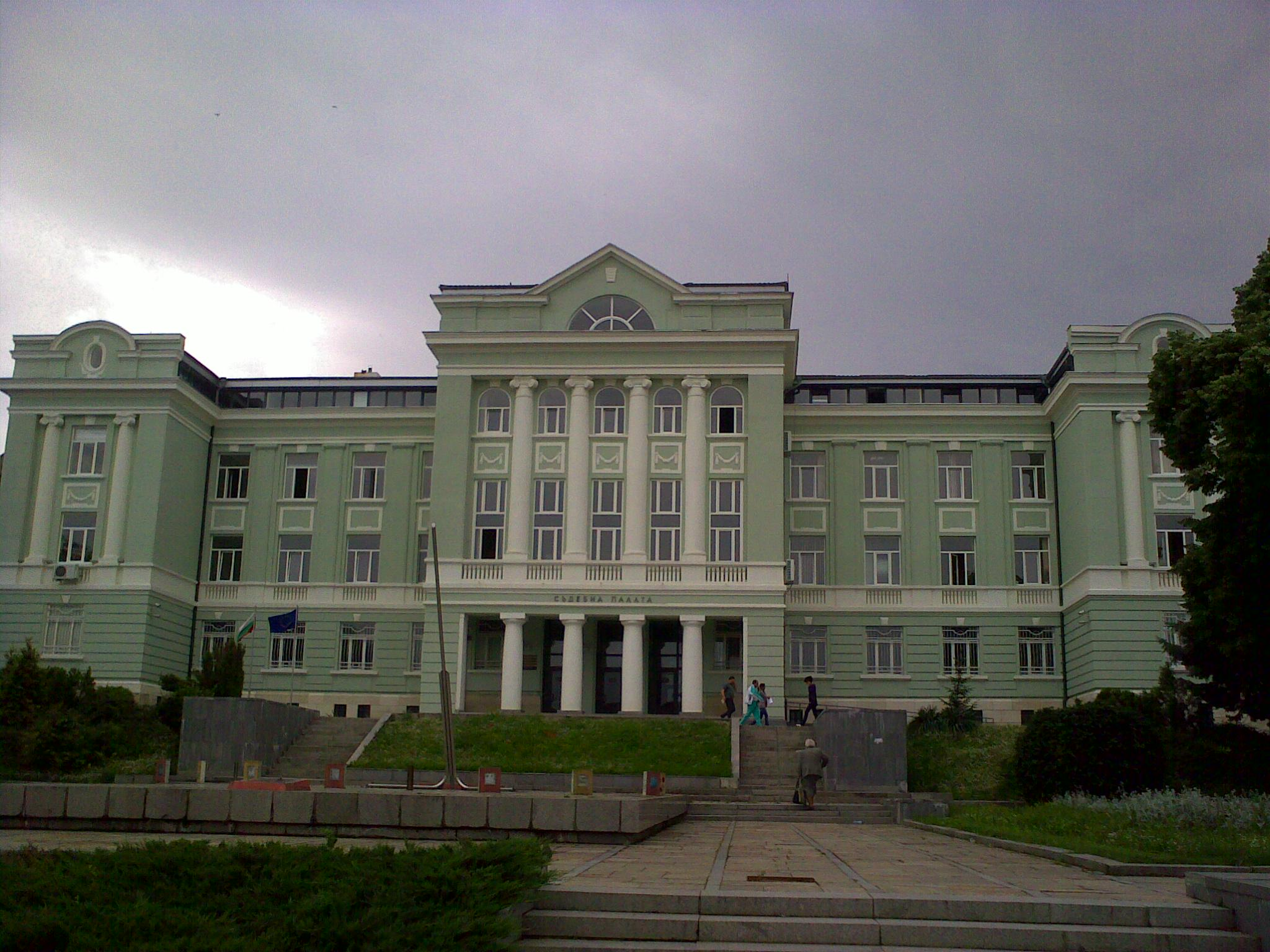
Судова палата в Шумені

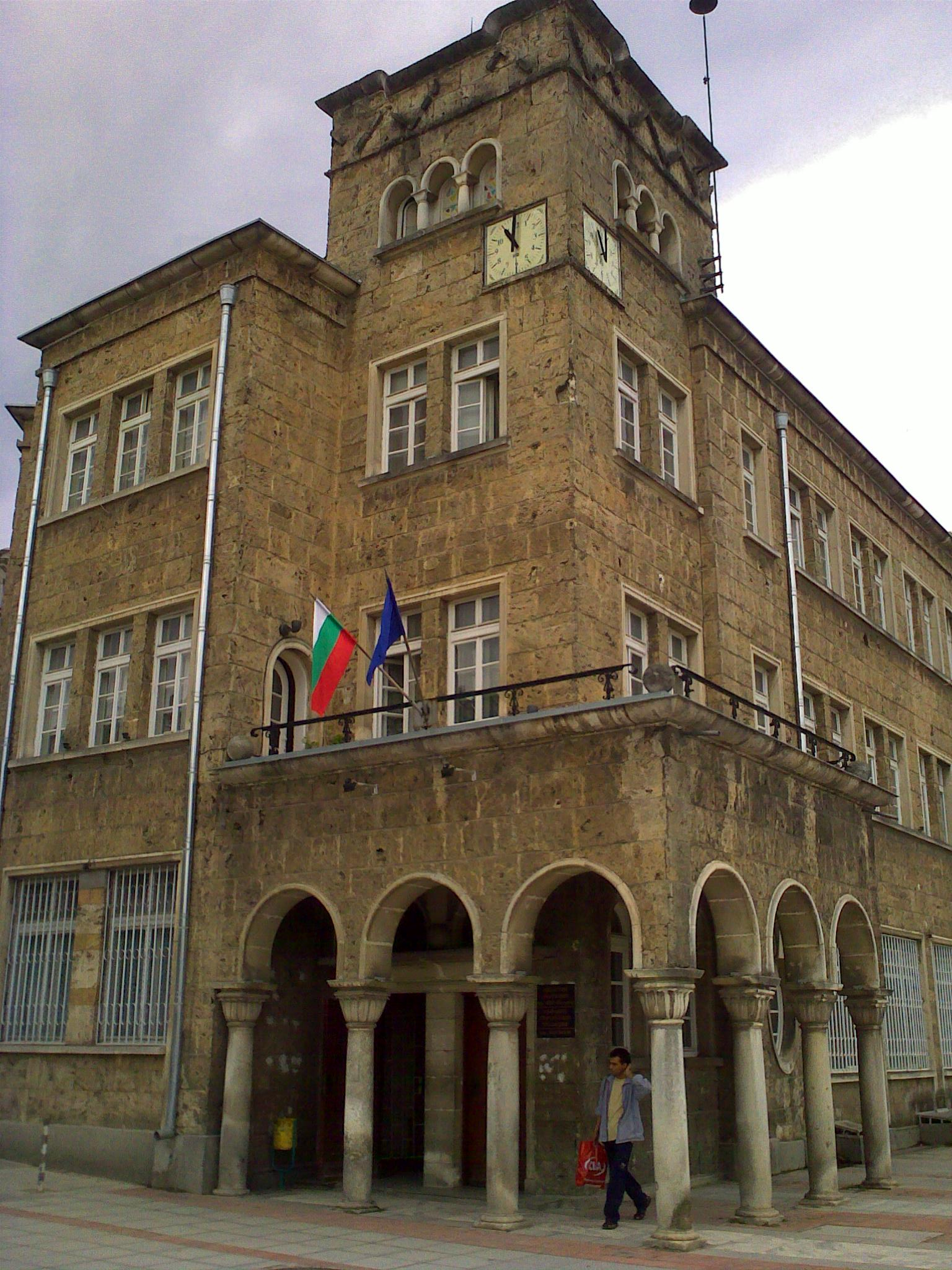
Будівля поліції в Шумені

Міська рада міста Шумена налічує 41 муніципального радника та збирається не рідше одного разу на місяць.
Головою муніципальної ради є проф. Борислав Бадев (ГЕРБ), заступник декана Технічного університету Софії.

## Економіка
У Шумені є добре розвинена легка промисловість, представлена в основному переробною промисловістю, текстильною, швейною та харчовою промисловістю. Серед великих компаній міста — «КТА Мадара», «Шуменське пиво», «Алкомет», «Фікосота»., «Фикосота».

## Транспорт
Місто розташоване на важливому транспортному вузлі. Через нього проходить північна залізниця — лінія Софія-Варна і лінія Шумен-Комунарі-Південна Болгарія. Загальна довжина залізничної лінії, що проходять через територію муніципалітету — 30,16 км, всі вони електрифіковані. Подвійна залізниця лінії — 12,31 км.
По території муніципалітету проходять міжнародні дороги № I-2 Русе-Шумен-Варна, № І-4 Софія-Тарговіште-Белокопитово і № І-7 Силістра-Шумен-Ямбол. Через територію муніципалітету Шумен проходять 23 км автомагістралі Хемус (Софія-Варна).
Протяжність міжміської дорожньої мережі муніципалітету складає 226,090 км.
Автобусний парк Шумена складається з 125 одиниць. Понад 65 % парку відремонтовані та забезпечують більший комфорт при поїздках, повністю відповідають європейським екологічним стандартам.

## Медіа
- Телевізія 6 ТВ
- Шуменська телевізія
- Студія «Три», кореспондентське відділення «6 TV»
- Радіо Шумен
- Форте радіо
- Дарик радіо
- Радіо Фокус
- Медіа-агентство «Шумен»
- Газета «Шуменська заря»
- Газета «Топ новини»
- «Шум. бг»
- «Шмоко.бг»
- Шумен онлайн
- Електронний журнал клубу журналістів в ОДК — Шумен

## Охорона здоров'я
- Багатопрофільна лікарня активного лікування — Шумен А. Д.
- Екстрений медичний центр — КМДА
- Комплексний онкологічний центр ТОВ
- Регіональний диспансер для пневмофізіологічних захворювань
- "Центр шкірно-венеричних хвороб — * ТОВ "Діагностично-консультаційний центр
- Стоматологічний центр «Дент — Шумен»
- Медико-технічна лабораторія
- Дім медичної та соціальної допомоги дітям — ДМСДД
- Міський центр здоров'я
- ТЕМК — Територіальна експертна медична комісія
- РЕЛКК — Районна експертна лікарська консультативна комісія(для дітей до 18 років)

## Освіта та наука
Вищі заклади
- НВУ — Національний військовий університет — факультет артилерії, протиповітряної оборони та систем зв'язку та інформації
- Шуменський університет

Школи
- Середня школа «Іоан Екзарх Булгарський»
- Середня школа «Сава Доброплодний»
- Вища школа «Панайот Волов»
- СШ «Василь Левський»
- Школа «Трайко Симеонов»
- Школа «Нікола Йонков Вапцаров»
- Початкова школа"Нанчо Попович"
- Професійна школа механіки, електроніки і транспорту ім. Христо Ботева
- Професійна вища школа будівництва, архітектури та геодезії
- Професійна вища школа економіки
- Професійна вища механічна школа
- Професійна вища школа сільського господарства та харчових технологій
- Середня школа ім. Христа Смирненського
- Середнє духовне училище
- Початкова школа Івана Вазова
- Друга початкова школа «Д-р Петер Берон»
- Початкова школа ім. Дмитра Благоева
- Початкова школа «Еньо Марківський»
- 9-а початкова школа «Панайот Волов»
- Початкова школа «Ілля Рашков Бласков»
- Початкова школа «Князь Борис I»
- Середня школа «Василь Друмев»

Дитячі комплекси
- Об'єднаний дитячий комплекс

## Культурні установи та визначні пам'ятки
- Державна філармонія міста Шумен
- Шуменський драматично-ляльковий театр «Василь Друмев»
- Дитячо-юнацький театр «БІС»
- Публічні читальні центри «Напрямок 1869», «Боян Пенев 1949», «Добрий Войников 1856», «Стилиян Чилингиров 1963», «Тодор Петков 1963», «Євроліл 2005», «Асен Златаров 1872», «Просвіта 1926», «Отець Паісій 1929», «Назем Хікмет 1881», «Пробуда 1958», «Єкипе-Едність 1997»
- Регіональна бібліотека «Стилиян Чилингиров»
- Шуменський історичний музей
- Художня галерея «Єлена Карамихайлова»
- Будинок молоді
- Вірменський будинок культури

На Шуменському плато знаходиться найбільший історичний пам'ятник в Болгарії «Творці болгарської держави» і багато пам'ятників відомих історичних діячів. Меморіальний комплекс представляє найважливіші моменти з історії Болгарії з VII—X ст. через великі скульптурні композиції, фрагменти написів і мозаїчних панелей всередині пам'ятника. Внутрішній простір прикрашають 21 скульптура і 540 м2 мозаїки.
Історико-археологічний заповідник Шуменська фортеця розташований на плато, за парком «Кьошковете», в 3 км на захід від центру міста. У минулому він був зруйнований, але частково відновлений у 20-му столітті. Він добре зберігся і є найважливішим історичним і археологічним об'єктом міста.
У місті також хзнаходяться численні фонтани та пам'ятники різних епох.
У 18 км на схід від Шумена, біля підніжжя плато Мадара, знаходиться Мадарський вершник. Недалеко від міста, в Шуменській області знаходяться перші дві старі столиці Болгарії — Пліска (27 км на північний схід) і Преслав (20 км на південний захід).

## Музеї
- Регіональний історичний музей в Шумені (РІМ) є частиною 100 національних туристичних об'єктів Болгарського туристичного союзу. Він був заснований в 1904 році.[26]
- Будинок-музей Панайота Волова
- Будинок-музей Ліоша Кошута
- Музей Шуменського гарнізону[27]
- Будинок-музей Добри Войникова
- Будинок-музей Тодора Рахнєва
- Будинок-музей Панчо Владигерова
- Будинок-музей Вела Пискова
- Музей коней

## Уродженці Шумена
- Васил Коларов (1877—1950) політик
- Тодор Колев (1939—2013) болгарський кіноактор
- Нанчо Попович (1818—1883), громадський діяч
- Добри Войников (1833—1878), письменник і просвітитель
- Василь Друмев (1841—1901), письменник, священик і політик
- Харалан Ангелов (1845—1904), поет;
- Нікола Стойчев (1845—1899), політик і дипломат;
- Ангел Піускюлієв (1848—1935), колишній мер міста Варна
- Панайот Волов (1850—1876), болгарський революціонер, один з головних активістів квітневого повстання 1876 року
- Христо Попов (1858—1951), офіцер і політик
- Стоян Данев (1858—1949), політик
- Янко Саказов (1860—1941), політик
- Христо Тодоров (1860—1927), політик
- Рачо Петров (1861—1942), офіцер і політик
- Сава Савов (1864—1940), офіцер
- Костянтин Каварналієв (1866—1913), полковник
- Іван Бацаров (1866—1951), болгарський генерал
- Жеко Спиридонов (1867—1945), скульптор
- Іван Русев (1872—1945), офіцер і політик
- Олена Карамихайлова (1875—1961), художниця
- Нікола Михайлов (1876—1960), художник
- Василь Коларов (1877—1950), болгарський політик, глава держави, голова Національної асамблеї
- Олександр Буйнов (1879—1924), болгарський революціонер
- Кирило Попов (1880—1966), математик
- Мефодій Попов (1881—1954), біолог
- Стиліан Чилінгіров (1881—1962), письменник
- Боян Пенев (1882—1927), літературознавець і історик, професор Софійського університету
- Христо Герчев (1883—1966), публіцист і громадський діяч
- Андрій Стоянов (1890—1969), музикант і викладач
- Стоїл Стоїлов (1893—1944), режисер, актор і театральний актор
- Веселін Стоянов (1902—1969), композитор
- Іван Дочев (1906—2005), політик і громадський діяч
- Микола Шмиргела (1911—1999), скульптор і художник
- Василь Стефанов (1913—1991), музикант — симфонічний диригент і педагог, професор
- Людмила Славова (1913—1948), політик
- Іван Пейчев (1916—1976), поет
- Іван Радев (1921—2009), художник, колекціонер
- Здравко Петров (1928—2000), літературознавець
- Тончо Жечев (1929—2000), письменник, літературознавець, професор
- Герчо Атанасов (1931), письменник
- Венета Вічева (1931—2013), музикант — диригентка хору та педагог
- Хачо Бояджиєв (1932—2012), директор
- Мустафа Чаушев (1943), поп-співак, почесний громадянин міста Шумена, нагороджений Почесним знаком муніципалітету Шумена 2003 року
- Димитр Бояджиієв (1945) — композитор-аранжувальник
- Марко Андреєв (1872—1954) — болгарський військовик
- Андрей Бласков (1857—1943) — болгарський військовик
- Еміл Георгієв (1910—1982) — болгарський славіст

## Міста-побратими
- Тернопіль
- Херсон
- Тулча
- Маямі
- Макон

## Світлини

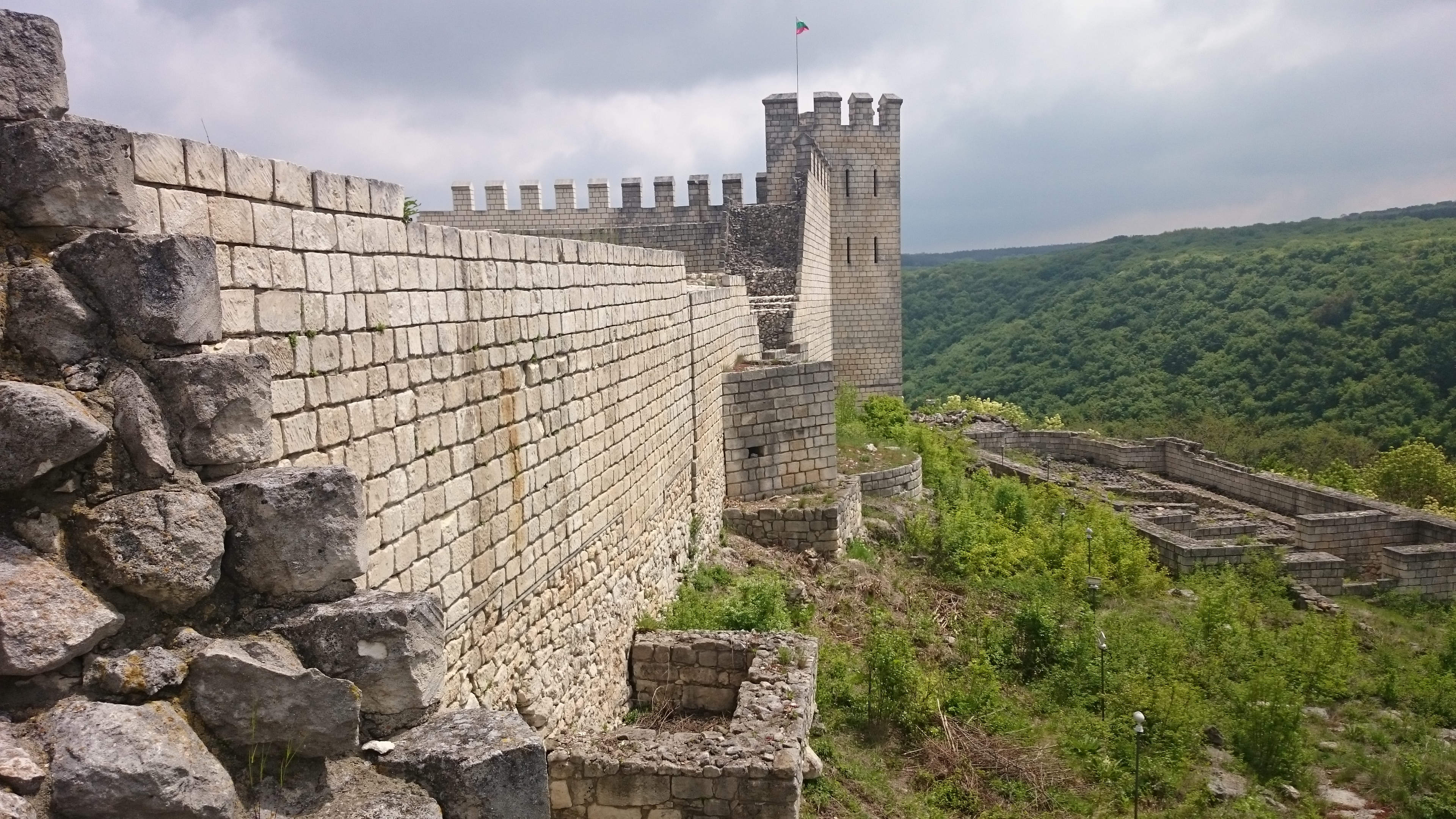
Шуменська фортеця
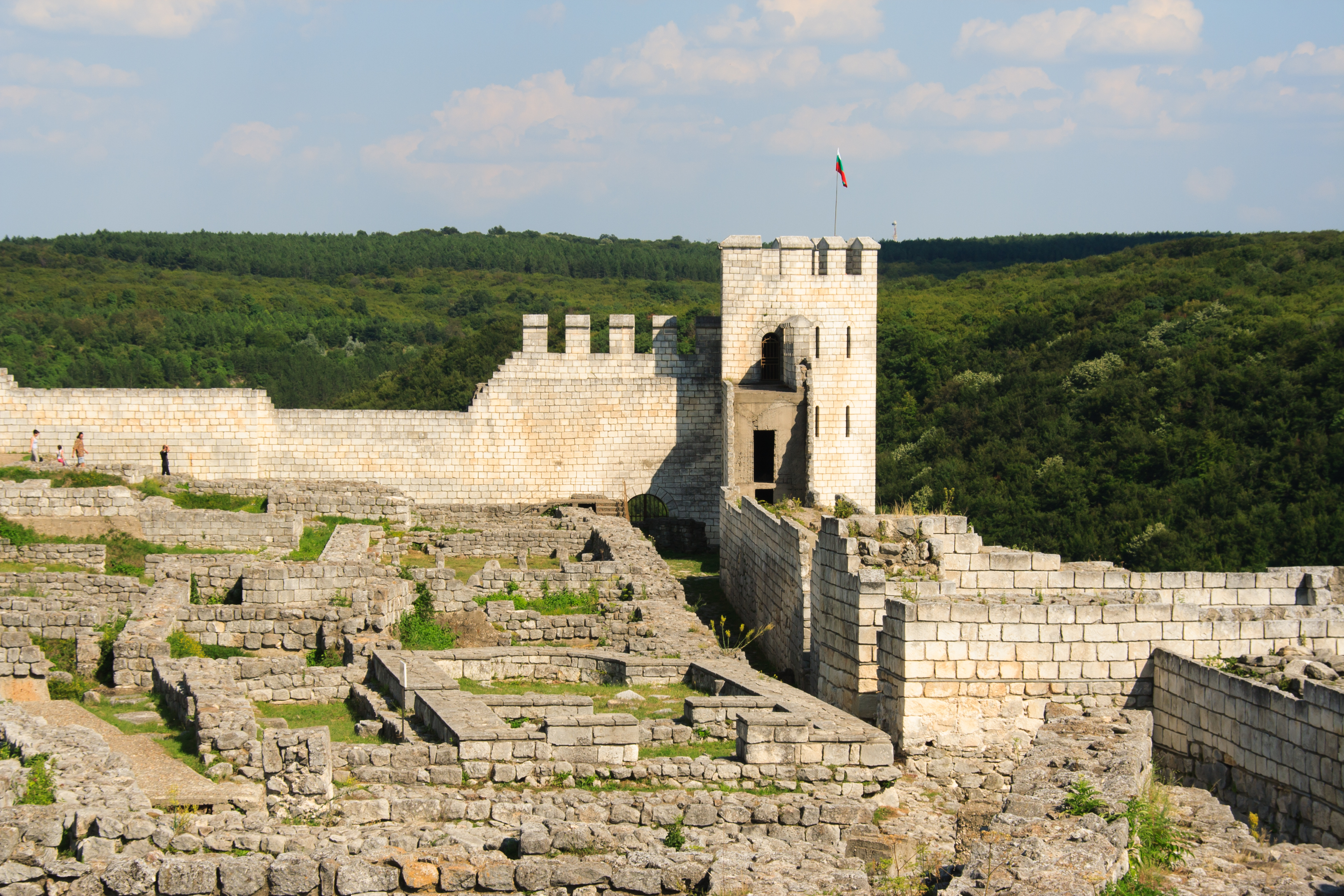
Шуменська вежа
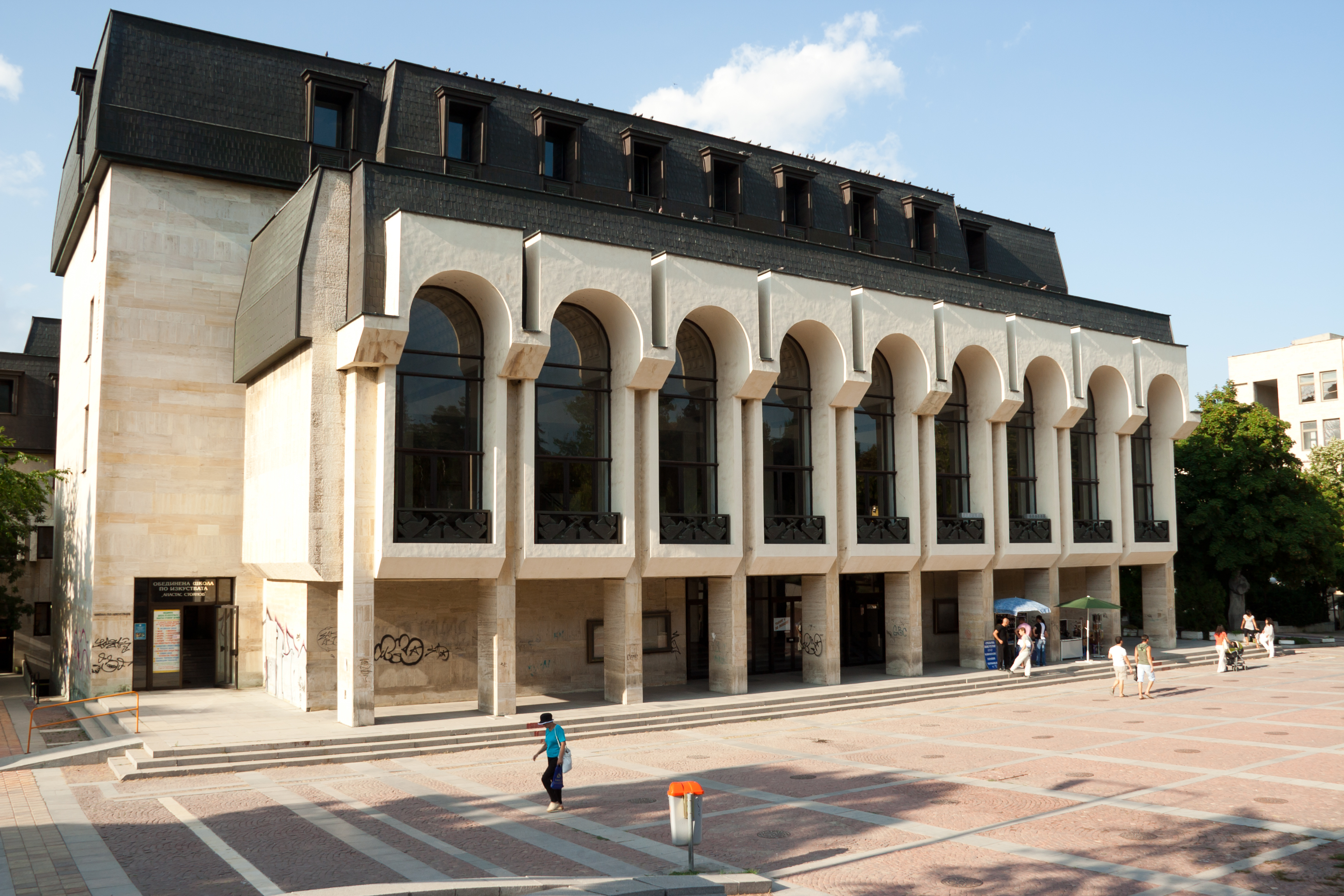
Театр
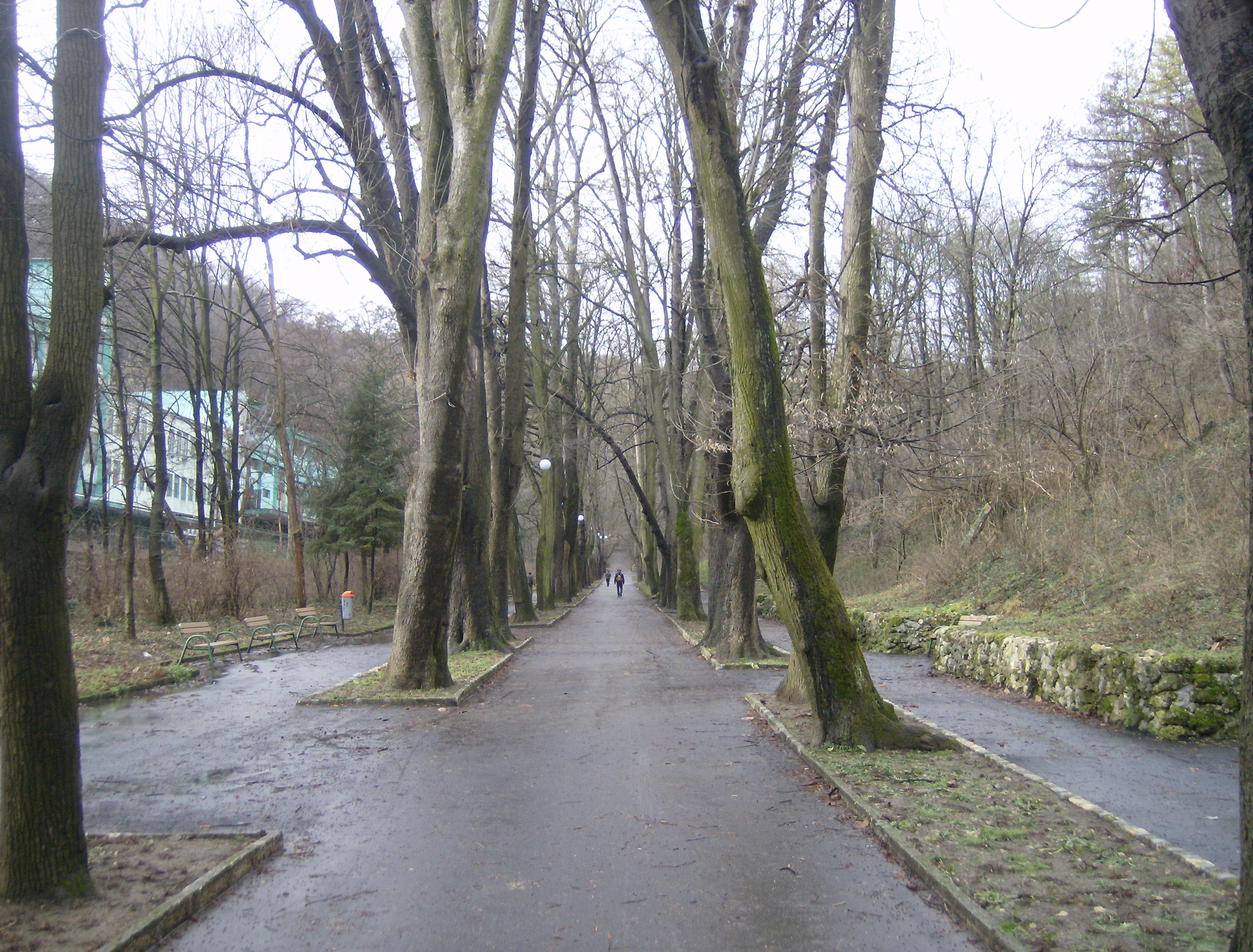
Парк Кьошковете взимку
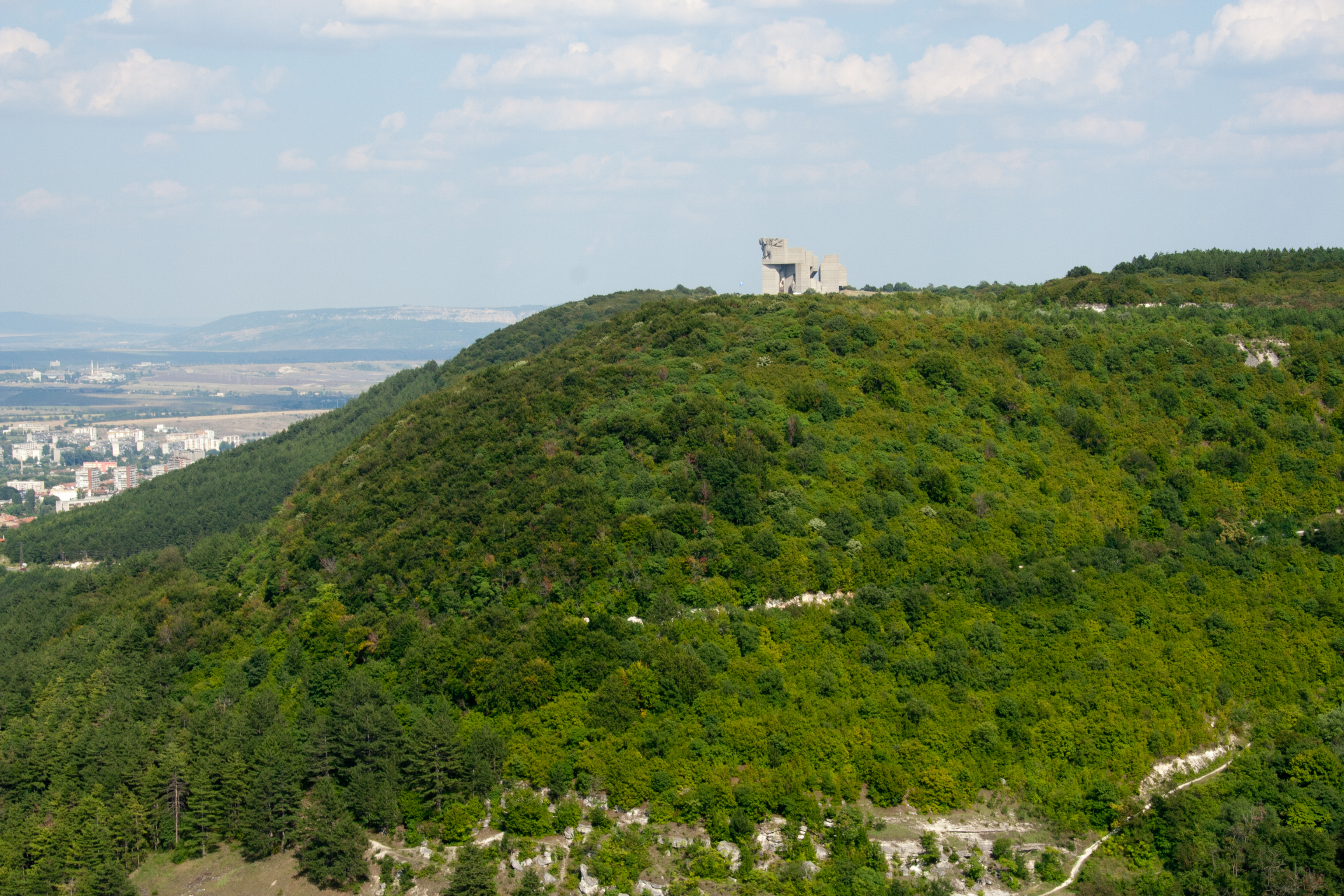
Шуменське плато
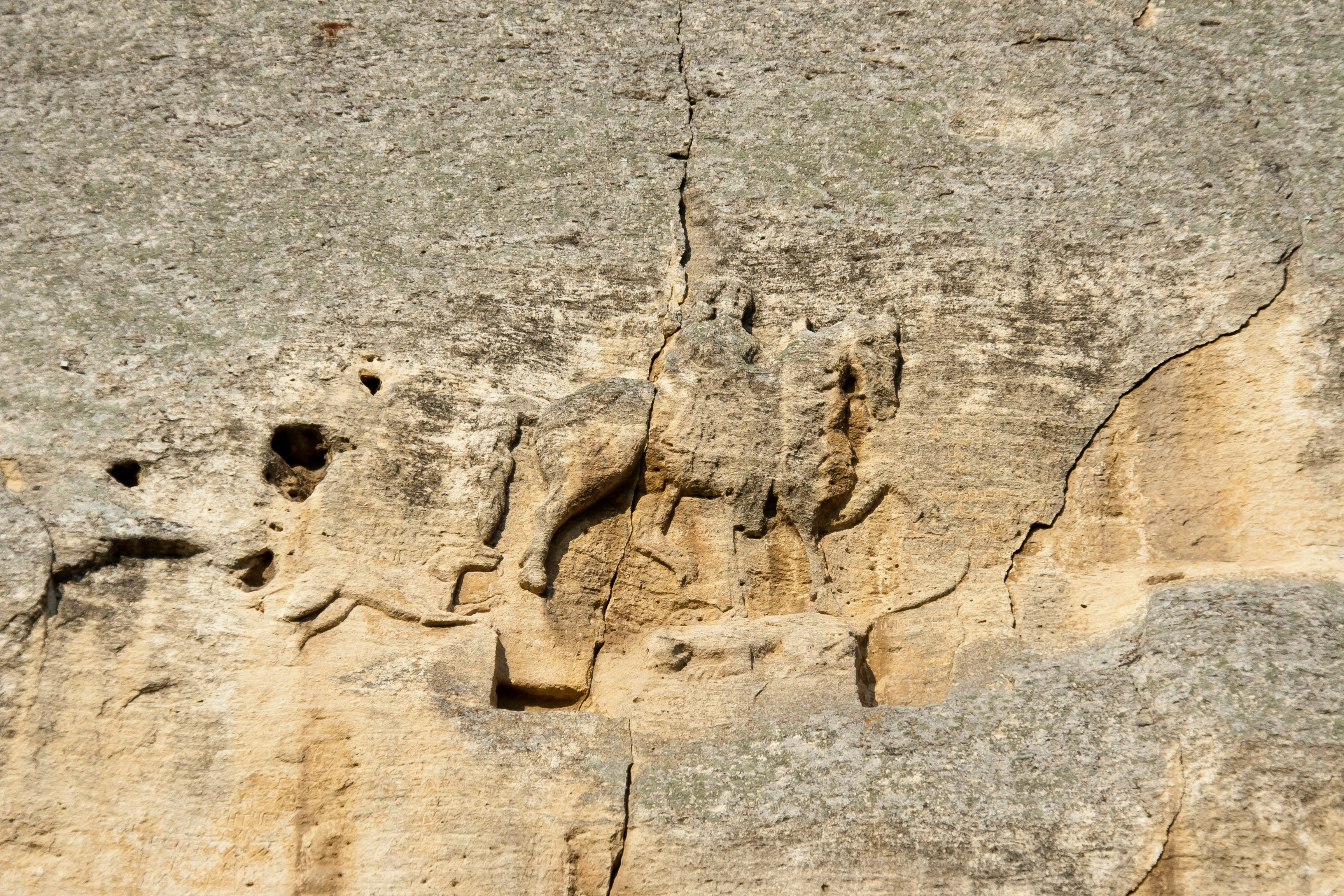
Мадарський вершник